# Référendum constitutionnel tchadien de 2005
Le 6 juin 2005, les Tchadiens ont eu à se prononcer par référendum sur la révision de la Constitution du 31 mars 1996. Les nomades et les Tchadiens de l'étranger ont pu voter du 3 au 6 juin.

## Question soumise au vote
« Approuvez-vous la proposition de loi constitutionnelle portant révision de la Constitution du 31 mars 1996 adoptée par l'Assemblée nationale le 23 mai 2004 ? »

## Changements constitutionnels
- Suppression de la limitation à deux du nombre de mandats présidentiels
- Suppression du Sénat
- Mise en place d'un Conseil économique, social et culturel
- Révision constitutionnelle à l'initiative du chef de l'État après avis du Conseil des ministres

## Conséquences d'une approbation
- Le président Idriss Déby Itno pourra se présenter pour un troisième mandat présidentiel en 2006. Certains opposants parlent de présidence à vie.

## Corps électoral
Après recensement, le nombre d'électeurs, rendu public le 22 avril 2005, se chiffre à 5 360 611, dont 4 968 166 au Tchad et 402 365 à l'étranger.

### Électeurs au Tchad par région
- Batha : 373 441
- Borkou-Ennedi-Tibesti : 96 945
- Chari-Baguirmi : 260 297
- Guéra : 248 861
- Hadjer-Lamis : 328 955
- Kanem : 300 098
- Lac : 202 651
- Logone Occidental : 268 521
- Logone Oriental : 258 420
- Mandoul : 242 256
- Mayo-Kebbi Est : 323 160
- Mayo-Kebbi Ouest : 191 714
- Moyen-Chari : 243 182
- Ouaddaï : 507 112
- Salamat : 161 162
- Tandjilé : 253 791
- Wadi Fira : 190 224
- Ville de Ndjamena : 563 362

### Électeurs à l'étranger par pays
- Soudan : 154 699
- Arabie saoudite : 68 621
- Libye : 36 070
- Cameroun : 29 553
- Nigeria : 20 828
- Centrafrique : 10 077
- Gabon : 487
- France : 447
- Burkina Faso : 421
- Niger : 373
- Bénin : 304
- Belgique : 170
- Taïwan : 100
- Russie : 100
- Allemagne : 42

## Déroulement de la campagne et du vote
- Appelaient à voter « OUI » :

le Mouvement patriotique du Salut
...
- Appelaient à voter « NON » :

...
- Appelaient au BOYCOTT :

le Rassemblement pour la démocratie et le progrès (RDP)

## Résultats officiels
Résultats provisoires proclamés par la Commission Électorale Nationale Indépendante (CENI) le 21 juin 2005
| Régions       | Inscrits  | Votants   | Nuls    | Exprimés  | Nb. Oui   | % Oui | Nb. Non | % Non | Part. |
| ------------- | --------- | --------- | ------- | --------- | --------- | ----- | ------- | ----- | ----- |
| Batha         | 313 441   | 255 054   | 2 630   | 252 424   | 200 209   | 79,31 | 52 215  | 20,89 | 80,37 |
| BET           | 96 945    | 77 908    | 960     | 76 948    | 65 681    | 85,36 | 11 267  | 14,64 | 80,36 |
| Chari-Bag.    | 260 297   | 190 369   | 5 359   | 185 010   | 148 805   | 80,43 | 36 205  | 19,57 | 73,14 |
| Guéra         | 248 861   | 206 923   | 2 862   | 204 061   | 167 807   | 82,23 | 36 254  | 17,77 | 83,15 |
| Hadjer-Lamis  | 328 955   | 270 225   | 3 238   | 266 987   | 228 828   | 85,71 | 38 159  | 14,29 | 82,15 |
| Kanem         | 300 089   | 216 699   | 1 400   | 215 299   | 174 155   | 80,89 | 44 144  | 19,11 | 72,21 |
| Lac           | 202 651   | 165 445   | 1 714   | 163 731   | 136 791   | 83,56 | 26 940  | 16,45 | 81,64 |
| Logone Oc.    | 268 521   | 162 642   | 8 531   | 154 111   | 82 143    | 53,30 | 71 968  | 46,70 | 60,57 |
| Logone Or.    | 258 420   | 157 877   | 5 389   | 152 488   | 96 069    | 63,00 | 56 419  | 37,00 | 61,09 |
| Mandoul       | 242 256   | 194 906   | 8 560   | 186 346   | 132 159   | 70,92 | 54 197  | 29,08 | 80,45 |
| Mayo-K. Est   | 323 160   | 253 669   | 5 992   | 247 677   | 197 404   | 79,70 | 50 273  | 20,30 | 78,50 |
| Mayo-K. Ouest | 195 714   | 144 629   | 6 541   | 138 088   | 106 919   | 77,43 | 31 169  | 22,57 | 73,90 |
| Moyen-Chari   | 243 182   | 174 228   | 9 285   | 164 943   | 101 985   | 61,83 | 62 958  | 38,17 | 71,65 |
| Ouaddaï       | 507 112   | 424 648   | 10 178  | 414 470   | 360 437   | 86,96 | 54 033  | 13,04 | 83,74 |
| Salamat       | 161 162   | 132 303   | 1 510   | 130 773   | 103 611   | 79,23 | 27 162  | 20,77 | 82,09 |
| Tandjilé      | 253 790   | 194 291   | 7 546   | 186 745   | 150 399   | 80,54 | 36 346  | 19,46 | 76,55 |
| Wadi Fira     | 190 234   | 156 092   | 1 245   | 154 847   | 132 067   | 85,29 | 22 780  | 14,71 | 82,05 |
| Ndjamena      | 563 361   | 194 620   | 14 698  | 179 922   | 131 216   | 72,93 | 48 706  | 27,07 | 34,55 |
| Étranger      | 402 455   | 234 075   | 5 933   | 228 142   | 164 273   | 72,00 | 63 839  | 28,00 | 58,16 |
| Total         | 5 360 611 | 3 806 603 | 103 591 | 3 703 012 | 2 880 958 | 77,80 | 822 054 | 22,20 | 71,61 |